# Мисс Казахстан 2024
Мисс Казахстан 2024 (каз. Мисс Қазақстан 2024, каз. Miss Qazaqstan 2024) — 26-й национальный конкурс красоты Мисс Казахстан. Финал конкурса прошёл 5 декабря 2024 года в городе Алма-Ата, в помещении ресторана «Queen». Победительнице конкурса стала представительница города Усть-Каменогорск — Багым Балтабаева.

## Результаты
Результат конкурса:
| Титул                | Участница         |
| -------------------- | ----------------- |
| Мисс Мира Казахстан  | Багым Балтабаева  |
| Вице Мисс Казахстан  | Айдана Абылкасова |
| Мисс Земля Казахстан | Томирис Кадырхан  |
| Мисс Земля Казахстан | Дана Алмасова     |
| Топ-5                | Дильназ Махмудова |

### Прочие награды
| Награда              | Участница     |
| -------------------- | ------------- |
| Miss People’s Choice | Инкар Бахтияр |

## Участницы
Список участниц:
| Участница          | Возраст | Город            | Итоговое место                | Примечание                                       |
| ------------------ | ------- | ---------------- | ----------------------------- | ------------------------------------------------ |
| Асем Жетбисбаева   | 20      | Караганда        |                               | В другом списке фамилия указана как Жетписбаева. |
| Багым Балтабаева   | 20      | Усть-Каменогорск | Мисс Мира Казахстан           |                                                  |
| Асем Тузелбаева    | 24      |                  |                               |                                                  |
| Айдана Абылкасова  | 22      |                  | Вице Мисс Казахстан           |                                                  |
| Назым Шегебай      | 18      | Павлодар         |                               |                                                  |
| Малика Амраева     | 18      |                  |                               |                                                  |
| Дильназ Махмудова  | 23      |                  |                               |                                                  |
| Назгуль Умитбек    | 17      |                  |                               | В другом списке фамилия указана как Умiтбек.     |
| Инкар Бактияр      | 19      |                  |                               |                                                  |
| Даяна Сансембаева  | 22      |                  |                               | В другом списке указана как Даяна Сарсенбаева.   |
| Ария Кусаинова     | 20      |                  |                               |                                                  |
| Алма Хабулова      | 30      |                  |                               |                                                  |
| Роза Куанышева     | 20      |                  |                               |                                                  |
| Асель Адамова      | 28      |                  |                               |                                                  |
| Ясмин Байболова    | 19      |                  |                               |                                                  |
| Тамирис Кадырхан   | 22      |                  | Мисс Земля Казахстан          | В другом списке указана как Томирис.             |
| Улжан Толепбек     | 24      |                  |                               |                                                  |
| Елдана Сауранбаева | 20      |                  |                               | В другом списке указана как Эльдана.             |
| Анеля Шормакова    | 21      |                  |                               | В другом списке указана как Анель Шорманова.     |
| Дана Алмасова      | 20      |                  | Мисс Вселенная Казахстан-2024 |                                                  |
| Айлин Харпутлугил  |         |                  |                               |                                                  |

### Комментарии
1. ↑  На момент участия в конкурсе

### Сноски
1. 1 2 3 4 5 6  Miss Qazaqstan 2024: имена победительниц нового сезона
2. 1 2  Озвучены имена финалисток конкурса «Мисс Казахстан-2024». Дата обращения: 12 января 2025. Архивировано 4 декабря 2024 года.
3. 1 2 3 4  Определилась победительница конкурса «Мисс Казахстан-2024»
4. 1 2  Стали известны имена девушек, кто поборется за звание "Мисс Казахстан-2024" (фото)
5. 1 2 3 4 5 6 7 8  Стали известны имена финалисток "Мiss Qazaqstan-2024"
6. 1 2 3 4 5 6 7  20 финалисток поборются за звание «Мiss Qazaqstan-2024»